# 3T
3T är en amerikansk R&B-trio som fick sitt genombrott 1995. Bandets namn kommer ifrån att de är tre medlemmar som alla har förnamn börjar på bokstaven bokstaven T.

## Medlemmar
- Tariano "Taj" Adaryll Jackson, född 4 augusti 1973
- Taryll Adren Jackson, född 8 augusti 1975
- Tito Joe "TJ" Jackson, född 16 juli 1978

## Biografi
Brödratrion Taj, Taryll och TJ Jackson är söner till Tito Jackson, och därmed brorsöner till Michael Jackson. Bandet nådde stora framgångar över världen med sitt debutalbum Brotherhood 1995. Bland annat var de det band som sålde näst bäst i Europa 1996. Trots detta dröjde det nästan tio år innan bandet släppte sitt andra album.
Bandet har ägnat sig åt att skriva filmmusik, bland de filmer de producerat musik till finns bland annat: The Jacksons: An American Dream, Rädda Willy, Rädda Willy 2, Men in Black, och Trippin.

## Diskografi

### Album
- 1995 – Brotherhood
- 2004 – Identity
- 2015 - Chapter III

### EP
- 2015 - The Story of Love
- 2015 - The Power of Love

### Singlar
- 1995 - Anything
- 1995 - 24/7
- 1996 - Tease Me
- 1996 - Why (featuring Michael Jackson)
- 1996 - I Need You (featuring Michael Jackson)
- 1996 - Gotta Be You
- 2003 - Stuck on You
- 2003 - If You Leave Me Now
- 2004 - Sex Appeal
- 2015 - Power of Love